# 天主教奧卡教區
天主教奧卡教區（拉丁語：Dioecesis Avkaënsis）是尼日利亞一個羅馬天主教教區，屬奧尼查總教區。
教區於1977年11月10日成立。教區於2020年時有50萬3212名教友（佔轄區人口50.8%）、104個堂區和359名司鐸，面積為775.2平方公里。現任教區主教為保祿·楚庫埃梅卡·埃澤奧卡福，輔理主教為約納·本森·奧科耶。